# Helmut Poppendick
Helmut Poppendick était un médecin allemand qui  servit dans la SS durant la seconde guerre mondiale.

## Biographie
Il est né le 6 janvier 1902. Il étudie la médecine de 1919 à 1926 à Göttingen, à Munich et à Berlin. Il reçoit sa licence en médecine le 1er février 1928. Il travaille pendant quatre ans comme assistant dans la clinique de la Charité à Berlin. De juin 1933 à octobre 1934, il est le directeur médical adjoint de l'Hôpital Virchow à Berlin.
Il rejoint le NSDAP en 1932, comme membre no 998607. En 1935, il termine sa formation comme expert pour "l'hygiène de la race" à l'Institut Kaiser Wilhelm sur l'anthropologie, la génétique humaine et l'eugénisme. Il devient l'adjoint du directeur ministériel Arthur Gütt au ministère de l'Intérieur du Reich. Il devient le chef du cabinet au Bureau SS pour la population Politique et des soins de santé génétique. Il est à la tête de l'Office généalogique.
Au début de la Seconde Guerre mondiale, il devient adjudant au service médical de l'armée et prend part à l'attaque sur la Belgique, la France et les Pays-Bas. En novembre 1941, il est accepté dans la Waffen-SS. En 1943, il devient médecin SS du Reich. Il atteint le grade de Oberführer dans la SS.
Il est impliqué dans une série d'expériences médicales effectuées sur des détenus des camps de concentration, y compris les expériences médicales réalisées à Ravensbrück.
Au procès des médecins, le 20 août 1947, il est acquitté concernant les expériences médicales, mais est condamné à 10 ans de prison pour appartenance à une organisation criminelle, les SS. Il est libéré le 31 janvier 1951.
Il décède le 11 janvier 1994.